# Diamants (pel·lícula)
Diamants (títol original: Diamonds ) és una pel·lícula estatunidenco-alemanya dirigida per John Mallory Asher, estrenada el 1999. Ha estat doblada al català.

## Argument
Antic boxador afectat d'un Accident vascular cerebral, vidu, Harry Agensky s'entrena cada dia per remuntar la seva paràlisi facial parcial. Visitat pel seu fill i el seu net, comparteix la seva angoixa davant la perspectiva de trobar-se en una residència, i explica una de les seves llegendes, un combat on hi hauria estat pagat per un truà en diamants, els quals haurien estat amagats en un lloc ben precís. Harry, el seu fill i el seu net decideixen marxar a investigar sobre els diamants: un periple entre homes que els porta al casino i a un bordell de luxe, on el net, encara menor, considera fer la seva primera experiència amb una rosa de llenguatge provocador, Sugar. És justament en aquest lloc de perdició on es troba la pista dels diamants, cosa que permetrà tothom de marxar cap a un nou futur més serè.

## Repartiment
- Kirk Douglas: Harry Agensky
- Dan Aykroyd: Lance Agensky
- Corbin Allred: Michael Agensky
- Lauren Bacall: Sin-Dee
- Kurt Fuller: Moses Agensky
- Jenny McCarthy: Sugar
- Mariah O'Brien: Tiffany
- June Chadwick: Roseanne Agensky
- Lee Tergesen: guàrdia fronterer
- Val Bisoglio: Tarzan
- John Landis: jugador al casino

## Crítica
- "Hi ha bons tocs d'humor encara que és una pel·lícula de pols irregular. Però està el miracle Douglas, l'exquisida col·laboració de Lauren Bacall i els fantàstic Dan Aykroyd i Corbin Allred."[3]